# أشرف صابر
أشرف صابر (بالإيطالية: Ashraf Saber)‏ هو عداء سريع إيطالي، ولد في 2 أبريل 1973 في روما في إيطاليا.

## وصلات خارجية
- أشرف صابر على موقع الاتحاد الدولي لألعاب القوى (الإنجليزية)
- أشرف صابر على موقع الاتحاد الإيطالي لألعاب القوى (الإيطالية)
- أشرف صابر على موقع اللجنة الأولمبية الدولية (الإنجليزية)
- أشرف صابر على موقع أوليمبيديا (الإنجليزية)